# Croton tenuicaudatus
Espèce
Croton tenuicaudatus est une espèce de plantes à fleurs du genre Croton et de la famille des Euphorbiaceae, présente au sud du Costa Rica et à l'ouest du Panama.